# 野津謙
野津 謙（のづ ゆずる、1899年3月12日 - 1983年8月27日）は、広島県広島市出身の医師（小児科医）、医学博士。サッカー選手、サッカー日本代表。サッカー指導者でもあり、第4代日本サッカー協会会長、アジアサッカー連盟副会長、国際サッカー連盟理事を歴任した。柔和でおだやかな人柄で、回りから敬意と親しみをこめて「のづけん」さんと呼ばれた。元日本損害保険協会会長の河野俊二は甥に当たる。

## 生涯
1899年（明治32年）、広島県広島市生まれ。父親も開業医だった。虚弱児童であったが、1911年（明治44年）4月、広島県立広島第一中学校（現・広島県立広島国泰寺高校）に進学すると在学中に蹴球部（サッカー部）が創部されサッカーを始めた。同級の灘尾弘吉は新入生で入った途端、蹴球部の先輩から猛烈な観誘を受けたが、結局一年生の半分が蹴球部に入ったと述べている。また田中敬孝はサッカー部の同期、広島カープ設立で知られる谷川昇も、年は違うが同期で谷川もサッカー部だったという。1915年（大正4年）の正月休みに、野津ら蹴球部が学校の承諾なく無断で夜行列車に乗って神戸に遠征し、神戸一中、神戸二中を撃破し、神戸外人チームと関西大会で優勝した。高校サッカー選手権が始まる三年前であった。
同じ年の夏に全国中等学校野球選手権の第1回大会が開催され、同じ広島一中の野球部が全国大会に出場したが、当時の弘瀬時治校長が「蹴球を校技として奨励したい」という願望をもち、サッカーを推奨したため、虐げられた野球部は弱体化した。サッカーが面白くてやめられなかった野津は、1916年（大正5年）に上京し、第一高等学校(一高)に入学。一高にはまだサッカー部がなく、ボート部に入ったが、サッカーへの思いを忘れられず、三年生となった1919年（大正8年）厳冬の正月、野球部独占の向陵グラウンドにサッカーゴールを建てサッカー部を作り、更に進学した東京帝国大学でもア式蹴球部 (サッカー部)を作った。
1921年（大正10年）、上海で行われた第5回極東選手権競技大会にサッカー日本代表選手として参加。この時の代表チームは日本サッカー史上初めての選抜チームといわれているが、東京高等師範学校（現・筑波大学）＋東京蹴球団で編成したチームに唯一、東京帝国大学から参加したのが野津だった。日本サッカー初の海外遠征も、全敗に終わった悔しさから、以降サッカーに打ち込むようになったという。またこの年の大日本蹴球協会（日本サッカー協会(JFA)）の創立にも参画した。
東京帝大のサッカー部をいかに強くするか、また当時はマイナーなスポーツであったサッカーをいかに発展させるか思案した野津は、学生サッカーの改革、発展に奔走した。1922年（大正11年）には関東の大学チームで互いに切磋琢磨し競技向上を図るべく、早稲田大学、東京高師、東京商科大学と共に日本最初のサッカーリーグ「専門学校蹴球リーグ戦」を開始させた。この大会は翌年に一旦中止となったが、再開に奔走し1925年（大正14年）から「ア式蹴球東京コレッヂリーグ」として再開された。これは現在の「関東大学リーグ」の大本となった。また官立の旧制高校による全国大会をやれば、旧制高校のレベルアップが図られ、そうした選手たちが最終的に東京帝大に進学し、東京帝大サッカー部が強くなると考えた野津は、この開催にあたり学業を放り出してまで奔走し、当時スポーツ行政の主務官庁だった内務省など各方面と交渉、1924年（大正13年）東京帝大主催により、第1回全国高等学校ア式蹴球大会の開催にこぎつけた。以降この大会は大日本蹴球協会とは直接関係なく発展し、学制改革により旧制高校制度が廃止されるまで25年間続き、野津のもくろみ通り、竹腰重丸や岡野俊一郎ら優秀な人材が東京帝大に集まり黄金時代を形成。更に大学サッカー界の活性化にも大きく貢献し、先の「ア式蹴球東京コレッヂリーグ」と合わせ「大学サッカー」の時代を創ることとなった。東京帝大サッカー部は、日本サッカー黎明期の中心的存在でもあった。サッカー日本代表のユニホーム"サムライブルー"の起源は、東京大学ア式蹴球部の色が源流ともいわれる。
1923年（大正12年）大学卒業後、同大学大学院で血清研究のち小児科教室副手。同年JFA理事。内務省の主催する明治神宮競技大会の計画にJFAを代表して今村次吉JFA初代会長と共にその準備委員として加わる。このため1924年（大正13年）の第4回ア式蹴球全国優勝大会（天皇杯の前身）は、第1回明治神宮競技大会のア式蹴球の部としてJFAが運営した（翌、1925年（大正14年）第5回大会も）。同年、第7回極東選手権の出場チームを決める予選会に鯉城蹴球団を中心とした選抜チーム・ブラック・キャット（黒猫）クラブの監督を務める。1925年（大正14年）、野津の提案により、一度の失敗を経て運営体系を立て直した新たなリーグ「ア式蹴球東京コレッジリーグ」が創設される。これが後の「関東大学リーグ」リーグとなる。また全国中等学校蹴球選手権大会（現全国高等学校サッカー選手権大会）運営にも関与。1926年（大正15年）から同大会が全国大会に移行するにあたり、毎日新聞大阪本社の中村元一や第14代田辺五兵衛（田辺治太郎）、鈴木重義らと諸問題の解決に尽力。戸籍法による戸籍を持たず、生年月日の確認が困難な朝鮮地区代表選手や師範学校選手の年齢制限問題に「一緒にやるべし」と推したのは野津という。中等学校と師範大会を分けてやるという案も出たが、中村が「主催者として現在師範大会を開く意志はない」といったこともあり一緒にやることになったようである。野津は同年第9回大会の審判員も務めている。また田辺と野津は戦後1957年（昭和32年）、国体サッカー競技の教員大会を創設した。　
1925年（大正14年）大日本体育協会理事、1928年（昭和3年）アムステルダムオリンピック、1932年（昭和7年）ロサンゼルスオリンピックに日本選手団・本部役員として連続参加。この間欧州の医業も見学。小児科に於ける日本の予防医学の遅れを痛感。またアムステルダム五輪期間中、当時アムステルダムに事務所のあった国際蹴球連盟(FIFA)を岸清一大日本体育協会会長と共に訪れ、大日本蹴球協会のFIFA加盟を申請。日本サッカーが国際舞台に踏み出すその第一歩を記す。1929年（昭和4年）、第18回FIFA総会で正式に加盟承認。当時の加盟国の数は39カ国だった。同年、大日本蹴球協会の理事改選で、同協会専務理事に就任。新田純興ら大学系理事と、それまで協会を牛耳っていた師範系幹部の追い落としを計り、以降、大学勢が協会の主導権を握る。
1931年（昭和6年）ロックフェラーフェローに選ばれハーバード大学公衆衛生部留学、小児衛生を専攻し1934年（昭和9年）同大学卒。帰国後、米国に於ける研鑽を活用し、この分野でわが国の第一人者として日本の立ち遅れた予防医学の充実に尽力。当時は薬物中心の医学が主流だった。1935年（昭和10年）、東京都中央保健所学校衛生部長となり学校保健というまったく新しい分野に踏み込む。東京都の学童へのツベルクリン反応の実施計画に関わり、小児結核の早期発見と治療への道を開いた。当時は「結核」という言葉を聞くだけでも恐れられた時代だった。1938年（昭和13年）、厚生省体育官。日独防共協定が結ばれた1936年（昭和11年）には、学術的立場から国家施策を検討しようと同志らと「日独同志会(大日本同志会)」を結成。この関係で戦中は、大政翼賛会国民生活指導副部長、またその傘下である大日本産業報国会（産報）中央本部厚生局保健部長に就任。産報基本体操などを策定し、産業人の作業能率増進や結核予防運動に取り組んだ。戦争遂行の政策に協力する立場を取ったため、戦後は公職追放に遭う。　
1940年（昭和15年）に開催される予定だった東京オリンピックのオリンピック村は、神奈川県川崎市の津田山を予定していたが、これは野津と、当時東京市役所にいた谷川昇、東急の五島慶太、黒川渉三を中心に日本体育協会、東京都、厚生省等が打ち合わせて決めたものだという。野津は戦前麻布に住んでいたが、戦中に津田山に疎開し、旧日本軍が作った弾薬庫に山荘を造って住み込み、戦後も籠城。野津が中心になって津田山は国民体育の道場として使われた。戦中に国の政策に関わったため戦後は公職を去り、1947年（昭和22年）、津田山に近い川崎市溝の口に野津診療所を開業。西洋医学に携わりながら東洋医学の鍼灸に興味を持ち、良導絡という電気バリの研究・治療も行う。神奈川には縁を持ち、1964年東京オリンピックのサッカー競技の試合会場は5箇所だが、その一つ三ツ沢公園球技場開催は、第5回極東選手権で同じ日本代表（全日本）の同僚だった佐藤實横浜サッカー協会第3代会長から野津への働きかけで決定したといわれる。また弘前大学の前身の一つである青森医学専門学校設立などに尽力。1951年（昭和26年）、第1回アジア競技大会には日本蹴球振興会理事長として側面的援助に働く。同年JFA理事長。サッカー底辺の拡大と戦前の学校教員主導のサッカー指導復活を目指し、田辺五兵衛らと1953年（昭和28年）から国体サッカー競技の一般参加を教員に限定、1957年（昭和32年）からは教員部門を新たに設け三部制にし、1959年（昭和34年）から全国教育系大学の大会を創設した。これらは1960年（昭和35年）、小学校・中学校の正課体育の中にサッカーが取り入れられることに繋がった。
1955年（昭和30年）、高橋龍太郎がプロ野球・高橋ユニオンズのオーナーとなり会長を辞退したため、第4代日本蹴球協会（日本サッカー協会）会長に推挙され就任。サッカー選手出身として初めての選出だった。当時のアマチュアスポーツ団体のトップは政財界の有名人の飾り・名誉職が多かったため、選手出身の野津は「キャプテン会長」と呼ばれた。以降10期26年間の長きに渡り会長を務め、太平洋戦争後の混乱期に疲弊した日本サッカー界を立て直し、代表の強化、選手育成、指導者養成の礎を築く。1958年（昭和33年）、アジアサッカー連盟（AFC）副会長。1959年（昭和34年）から開催されたアジアユース選手権（AFCユース選手権）は、サッカー後進地・アジアの競技向上のため、野津が当時のAFC会長でマレーシアの首相だったラーマンに提案し実現したもの。この大会から杉山隆一や宮本輝紀ら後の日本代表の主力が育った。1962年（昭和37年）、アジア競技大会（ジャカルタ）日本代表選手団団長。日本代表を欧州に初めて50日間の長期遠征をさせたり、B代表を編成したりするが、東京オリンピック(1964年)をひかえて代表チームは、1958年アジア競技大会からローマ五輪(1960年)予選と不振が続く。当時の日本サッカーは「アジアでも最弱」のレッテルが貼られる程弱く、大日本蹴球協会は「デルトマケ（出ると負け）協会」などと陰口をたたかれた。
この時代、日本人のサッカーへの認識はホッケー、水球と同列だった。国際大会の予選で負け続けるサッカーに国民はまったく関心を示さず。東京オリンピック直前、メダル獲得が有力視された“東洋の魔女”ことバレーボール全日本女子などから入場券は売り切れ、「オリンピック入場券の残りは、不人気のサッカーだけ」と言い立てられた。野津は「この状況を打破しなければいけない。地元で開催されるオリンピックで無様な試合はできない」と奮起し、外国のプロコーチ招聘を画策。内部の反対を押し切って西ドイツに渡り、直接交渉(医師のためドイツ語が堪能)しデットマール・クラマーを招聘した。親交のあった西ドイツサッカー協会会長の推薦があったとは言え、当時のクラマーは西部サッカー連盟（デュースブルクスポーツシューレ）の一青少年指導コーチに過ぎず、高校卒業前に落下傘部隊に入って戦地に赴いたため、充分な学歴も無かった。当時日本蹴球協会理事会を支配していたのは、ベルリンの奇跡のメンバーだったため、選手として無名の人物に日本代表の指導を託すことは、彼らのプライドが許さなかった。指導者招聘の任を得ていた成田十次郎に、野津は「ローマ五輪視察の途中でドイツに寄るので、そこで決めよう」と最終返答し、クラマーの部屋を訪れた野津が、壁に掛かった額に書かれたクラマーの座右の銘「物事を見るのは目ではなく、物事を聞くのは耳ではない。それは精神である」を見て、これは日本サッカーの将来を託すに値する人物だと確信しクラマー招聘を決めた。野津の先見の明とリーダーシップがなければクラマーの来日は実現しなかった。また外国人指導者の招聘など、この頃他のスポーツ種目では考えもしない時代でもあり、当時の日本蹴球協会とは名ばかりの貧乏長屋の寄合所帯。僅かな財政では非常に大きな負担でもあった。コーチを呼ぶにしても協会幹部の中には、サッカーの母国・イングランドを推す者や、南米の雄ブラジルを推す者もいたと言われる。野津は「この時の協会の決断はまさしく、賭けそのものだったのである。私はクラマーのその人となりを十分理解していたし、その指導理念を尊崇していた（中略）外部からの反対にいかに対処すべきかについては、苦慮の連続であった。短兵急な日本人気質は、その結果をのみ評価することは目に見えていたからである。私の懸念もまた、成績如何ではこの白髮首だけではおさまりそうにない」「クラマーは個々技術の修練もさることながら、個の有機的統一を常々説いていた。ドイツの集団教育理念は、ある意味で日本人風土に見事に定着するのは、事サッカーだけではないのかも知れないが、私はこの時その実際を垣間見た気がした」などと述べている。近年「日本サッカーの歴史」はクラマーから語ることが多いが、この時野津の英断がなければ、野津が会長でなければ、その後の「日本サッカーの歴史」は、まったく違った物語になっていたことになる。山本昌邦は「クラマーさんは『日本サッカーの恩人』と称されるけれど、財政的に決して豊かではなかった時代に、そのクラマーさんの招請を実現させた当時の野津会長の決断も本当にすごい」と讃えている。田嶋幸三は「クラマーさんが日本で指導してくださったことにより、日本のサッカーの歴史は30年くらい早回しされたと私は考えています」と述べている。
なぜドイツだったのか、という点については、野津が医者で独語が堪能だったなどの説があるが、野津が育った広島の地が第一次世界大戦中に似島のドイツ人捕虜チームとの交流で、ドイツのサッカーに馴染みがあったこと、また似島へ行った田中敬孝は野津の中学時代の同級で、一緒にボールを蹴った仲間でもあり、野津がドイツのサッカーに並々ならぬ興味を抱いていたともいわれる。今日一般新聞でも使われる"ゲルマン魂"という言葉は野津が最初に使ったものという。
更に1964年（昭和39年）、同郷で33歳の長沼健を日本代表監督（コーチ・岡野俊一郎(32歳)）に抜擢、クラマーの技術指導を請けたスタッフ、選手らによって東京オリンピックでアルゼンチンを破る金星を挙げ、サッカーブームを興した。ようやく日本サッカー浮揚、普及の手応えを掴んだ野津は、強化策の総仕上げとして、次なるメキシコオリンピック出場を絶対に果たさなければならない日本サッカー界の悲願とし、度重なるソ連、ヨーロッパ遠征、またヨーロッパ、南米の強豪チームを招き強化試合を重ねた。1965年（昭和40年）には、クラマーから日本サッカー強化にはリーグ戦を通じて試合数を増やすべき、との提案を受け、現在のJリーグの前身、日本サッカーリーグ（JSL）をスタートさせる。そしてアジア予選を通過した代表チームは、1968年（昭和43年）メキシコオリンピックに於いて銅メダル獲得という偉業を達成した。
メキシコ五輪後、小野卓爾専務理事らと次の目標をワールドカップ出場とし、その実現のためプロ化を標榜。野津はプロ野球経営で実績のある読売新聞社を訪れ、読売新聞社主の正力松太郎にプロサッカーチームの設立を依頼した。正力の亡くなる前年の事だった。この時、野津は正力の問いに「5年後にはプロ化がスタートすると思ってください」と答えた。野津は成田十次郎にも「成田君はヨーロッパのプロやスポーツクラブのことをよく知っているだろうから、これから読売新聞と日本テレビがバックアップをするから、そこへヨーロッパ的なクラブを作って、それをプロへつなげるという仕事をして下さい」と、チーム作り（読売サッカークラブ）を依頼したという。
1969年（昭和44年）、FIFA理事就任（市田左右一に続き日本人二人目）。“ドクター・ノヅ”の誠実な人柄は、サー・スタンリー・ラウスFIFA会長や、トゥンク・アブドゥル・ラーマンAFC会長にも信頼された。同年、クラマーを主任指導員としアジア13カ国から43名のコーチを集め、FIFAとAFCの主催・JFAを主管とする第1回FIFAコーチングスクール開催。当時としては破格の約2000万円を出費し、日本の組織的なコーチ育成のスタートを切る。これは暑熱の3ヶ月間にわたって行われ、クラマーが途中過労のため倒れる程であったが、指導者養成とその組織の確立の重要性を世界のサッカー界に認識させた。1970年（昭和45年）それまで決勝戦だけ、それも一部地域のみNHKでテレビ中継だった全国高等学校サッカー選手権大会を憂い「若い世代でサッカーを普及させるためテレビ放映をやって欲しい」と日本テレビに要請。当時同局スポーツディレクターだった坂田信久（のち東京ヴェルディ1969社長）らの奔走で同大会は、1976年（昭和51年）からの首都圏開催などの改革を経て、現在の“冬の風物詩”として定着したものである。また1970年（昭和45年）のワールドカップを視察し、ペレを生で見た野津は、当時のFIFA会長サー・スタンリー・ラウスから「これまでヨーロッパと南米で交互に開かれていた大会を、アジアでも開催できるようにしたい」との示唆、或いは直接ラウスから「1986年のワールドカップ開催地に日本が立候補してほしい」と持ちかけられ、メキシコ大会のスポンサーになった米国コカコーラの会長もその場に同席していて「日本で開催するなら協力を惜しまない」と応援してくれたとされ、帰国後8月1日、岸記念体育会館で記者会見を開き「1986年（昭和61年）のワールドカップ開催地として日本が立候補したい」と発表した。「いい話だから日本で世論の支持を得られるようにキャンペーンしよう」と野津から指示を受けた牛木素吉郎が『サッカーマガジン』で「ワールドカップを日本で」という連載をしたが、協会内の若手にこの案を潰されたといわれる。
1974年（昭和49年）縁のある西ドイツで開催された1974 FIFAワールドカップでは、同組織委員会委員として成功に貢献。協会の財団法人化を実現。同年刊行した日本蹴球協会編『日本サッカーのあゆみ（日本蹴球協会創立満50年記念出版）』（講談社）の中で野津は「我が国のサッカー界は、今後なお解決すべき幾多の問題を抱えているが、以下の5項目を体験することによって、サッカーが1人でも多く無我の境地を会得し、人間形成の実を挙げることを願ってやまない」と説き、「ルールを守る」「不可能を可能にする」「チームと個人の調和について」「good loser（良き敗者）」「スポーツによるほんとうの友情」の五つの課題を書き記している。
1976年（昭和51年）、直系の子分とも言うべき長沼らがクーデターを起こし、野津は会長の座を追われた（名誉会長）。10数年前自らが抜擢した若手に今度は自分が追われる結果となった。
1983年8月27日、東京都世田谷区の関東中央病院で心不全により死去した。没後の2005年に第1回日本サッカー殿堂に選出された。

### サッカー
詳細は、上記『生涯』の項目を参照

### スポーツ
西ドイツスポーツユーゲント（ドイツスポーツ少年団）を習い、石井光次郎や竹田恒徳らと1964年東京オリンピック二年前の1962年、スポーツ少年団を創設し、その立ち上げと発展に貢献した。当時の日本の少年スポーツは「学校が唯一のスポーツの場」と考えられていたため、この常識を覆す新しい動きであった。その施設造りの課程で補助金を日本船舶振興会・笹川良一に依頼。B&G財団は、これをきっかけに設立された。
青森県と縁を持ち、当地おける保健衛生体育の発展に寄与。またスポーツ少年団本部長だった野津の尽力により1972年、弘前市海洋センター、1975年弘前市近くにスポーツセンターが建設された。これらは多くのスポーツ選手の鍛錬の場となり、1977年の青森国体の青森県天皇杯獲得に貢献した。弘前市の旧弘前偕行社内に野津の銅像がある。

### 医学
野津は、日本に於ける公衆衛生、予防衛生面での先駆者、また保健所活動の産みの親ともいわれる。国際学校保健協会副会長、日本良導絡自律神経学会会長などを務め、東京オリンピックでの体操選手などに良導絡治療を導入した。その他色盲研究などでも知られる。尚、野津在任中の日本サッカー協会は名ばかりで、慢性的にお金が無く、野津の医師としての信用でお金を借りる事がしばしばあったという。神奈川県川崎市高津区で、野津診療所（内科・小児科）を営んでいた。

## 叙勲歴
- 1964年 - 藍綬褒章[3][4]
- 1969年 - 勲三等瑞宝章[3][4]
- 1970年 - ナイト勲章（大英帝国勲章）[3][4]
- 1983年 - 銀杯一個